# Покровский, Владимир Корнильевич
Влади́мир Корни́льевич Покро́вский (11 июля 1843, Челябинск, Оренбургская губерния — 20 сентября 1913, Гейдельберг) — статский советник, предприниматель, меценат, общественный деятель, городской голова Челябинска с 1874 по 1878 годы.

## Биография
Родился в Челябинске в 1843 году в семье уездного врача, винокура и предпринимателя. Отец — Покровский Корнилий Иванович, мать — Александа Васильева (в девичестве Жуковская). В семье кроме него были ещё 4 брата и 2 сестры.
В 1870 году окончил Санкт-Петербургский университет со степенью кандидата юридических наук. Службу начал в том же году чиновником Уфимско-Оренбургского отделения Управления государственными имуществами. С 1872 года жил и работал в Челябинске. Занимал следующие должности: мировой посредник Челябинского уезда, член городской управы представителем суда сиротского, мировой судья, председатель съезда мировых судей Челябинского округа, председатель попечительского совета первой в городе женской прогимназии (с 1904-1906 гг. женская гимназия), на строительство которой вместе с братьями пожертвовал деньги, председатель комиссии по заведению городским детским приютом, попечителем начальных школ, председателем комитета о домах трудолюбия, почетный мировой судья. Являлся городским головой Челябинска с 1874 по 1878 годы. В 1881 году открыл первую в Челябинске общественную библиотеку. Выйдя в отставку в 1889 году, посвятил себя предпринимательской деятельности. Вместе со своими братьями возглавлял товарищество «Братья Покровские», которое имело в своей собственности винокуренные заводы и золотые прииски. Значительную часть своих доходов отдавал на нужды благотворительности.
При строительстве Западно-Сибирской железной дороги способствовал тому, что железнодорожная станция была построена близ Челябинска. 3 марта 1895 года городская дума выразила Покровскому благодарность за многолетние труды по развитию в Челябинске народного образования. На основании доклада Министерства внутренних дел 30 октября 1907 года Николай II санкционировал присвоение Покровскому звания почётного гражданина Челябинска. В 1905—1906 годах был одним из организаторов и первым руководителем Челябинского отдела конституционно-демократической партии. В 1909 году был инициатором открытия торговой школы. Умер, находясь на лечении в Германии. 4 октября 1913 года его тело было привезено в Челябинск для захоронения. В день похорон Покровского были отменены занятия в школах. Захоронен в фамильном склепе на Михайловском (с 1923 года Митрофановский) хуторе, который был затоплен при создании Шершнёвского водохранилища.

## Награды

Мемориальная доска на здании музея

- Кавалер ордена Святого Владимира 4-й степени;
- Орден Святого Станислава 2-й степени;
- Орден Святой Анны 2-й степени.

## Память
13 сентября 2011 года на здании по ул. Труда, 98, с 1883 по 1913 годы принадлежавшем В. К. Покровскому (ныне там геолого-минералогический музей), в память о нём была установлена мемориальная доска (авторы проекта — художник-монументалист Сергей Черкашин и скульптор Константин Гилев).